# Hazırım
Albums de Candan Erçetin
Sevdim Sevilmedim
Hazırım (Je suis prête) est le premier album de la chanteuse turque Candan Erçetin.

## Liste des chansons
1. Sevdim Sevilmedim (J'ai aimé, et je n'étais pas aimée)
2. Hangi Aşk Adil Ki
3. Bir Sır Gibi (Comme un secret)
4. Vakit Varken (Pendant qu'on a le temps)
5. Hazırım (Je suis prête)
6. Nar Çiçeği (Fleur de grenade)
7. Umrumda Değil
8. Al Elimi Kara Sevda
9. Daha (Plus)
10. Gel Yeter (Viens, ça suffit)
11. Ninni (La berceuse)
12. Umrumda Değil (An Anatolian Mix)

## Vidéo Clips
- Sevdim Sevilmedim
- Hangi Aşk Adil Ki
- Vakit Varken
- Nar Çiçeği
- Umrumda Değil
- Daha